# Мадіун
Мадіу́н (індонез. Madiun) — місто в Індонезії, розташоване на території провінції Східна Ява.

## Географія
Місто розташовано у західній частині провінції Східна Ява, на берегах річки Мадіун (притока річки Соло). Місто розташовано за 125 кілометрів на південний захід від Сурабаї, адміністративного центру провінції.

### Клімат
Місто знаходиться у зоні, котра характеризується мусонним кліматом. Найтепліший місяць — жовтень із середньою температурою 28 °C (82.4 °F). Найхолодніший місяць — липень, із середньою температурою 26.3 °С (79.3 °F).
| Клімат Мадіуна          | Клімат Мадіуна | Клімат Мадіуна | Клімат Мадіуна | Клімат Мадіуна | Клімат Мадіуна | Клімат Мадіуна | Клімат Мадіуна | Клімат Мадіуна | Клімат Мадіуна | Клімат Мадіуна | Клімат Мадіуна | Клімат Мадіуна | Клімат Мадіуна |
| Показник                | Січ.           | Лют.           | Бер.           | Квіт.          | Трав.          | Черв.          | Лип.           | Серп.          | Вер.           | Жовт.          | Лист.          | Груд.          | Рік            |
| Середня температура, °C | 26,4           | 26,4           | 26,8           | 27,1           | 27             | 26,5           | 26,3           | 26,7           | 27,5           | 28             | 27,7           | 27             | 27             |
| Норма опадів, мм        | 265.7          | 268.6          | 305            | 228.9          | 144.1          | 53.9           | 29             | 18.6           | 38.3           | 113.3          | 171.9          | 245.8          | 1883.1         |
| Днів з опадами          | 18,3           | 17,6           | 16,3           | 11,6           | 8              | 6,4            | 2,8            | 2,2            | 2,8            | 4,8            | 9,4            | 15,5           | 115,7          |
| Вологість повітря, %    | 84.6           | 85.2           | 84.4           | 81.1           | 79.5           | 75.5           | 71             | 68.6           | 66.7           | 68.5           | 74.5           | 80.1           | 76.6           |
| ----------------------- | -------------- | -------------- | -------------- | -------------- | -------------- | -------------- | -------------- | -------------- | -------------- | -------------- | -------------- | -------------- | -------------- |
| Джерело: Weatherbase    |                |                |                |                |                |                |                |                |                |                |                |                |                |

## Історія
У вересні 1948 року у місті стався збройний протиурядовий заколот, організований Комуністичною та Соціалістичною партіями. Заворушення було придушено урядовими військами упродовж двох місяців, при цьому близько 600 учасників з числа прибічників Компартії загинули під час боїв. Близько 36 тисяч комуністів і їх прибічників були репресовані.

## Населення
Динаміка чисельності населення міста за роками:
| 1990    | 2000    | 2010    |
| ------- | ------- | ------- |
| 165 807 | 163 956 | 170 964 |

## Відомі уродженці
- Ліль Даґовер — німецька акторка театру й кіно